# José Paulo Lopes
José Paulo Lopes (ur. 16 października 2000 w Bradze) – portugalski pływak, olimpijczyk z Tokio.

## Przebieg kariery
W 2016 zadebiutował w zawodach rangi międzynarodowej, startując w pływackich mistrzostwach Europy juniorów, na których nie zdobył żadnego medalu, najlepszy wynik uzyskał bowiem w konkursie 800 m st. dowolnym, który ukończył na 15. pozycji. W 2018 uczestniczył w letnich igrzyskach olimpijskich młodzieży, na nich również nie zdobył medalu, najlepszy rezultat osiągnął w konkurencji 800 m st. dowolnym, gdzie w finale konkursu zajął 9. pozycję
W 2021 uczestniczył w mistrzostwach Europy seniorów, startując w konkurencji 800 m st. dowolnym i zajmując 6. pozycję oraz w konkurencji 400 m st. zmiennym i zajmując 9. pozycję. Wziął udział także w letniej olimpiadzie w Tokio – w konkurencji 800 m st. dowolnym uzyskał czas 7:56,15, z którym uplasował się na 23. pozycji, natomiast w konkurencji 400 m st. zmiennym uzyskał czas 4:16,52 plasujący go na 20. pozycji w tabeli wyników.
W latach 2017–2019 wielokrotnie zdobywał złote medale mistrzostw Portugalii (zarówno na basenie 25-, jak i 50-metrowym).